# Военный оркестр
Военный оркестр — духовой оркестр как специальное штатное воинское подразделение.
Военный оркестр заключает в себе только духовые и ударные инструменты. Он предназначен для исполнения военной и других видов музыки во время проведения строевой подготовки, воинских ритуалов, военных и общественных торжественных мероприятий, для осуществления концертной деятельности.

## История
Употребление музыкальных инструментов (духовых и ударных) на войне было известно уже древним народам. На употребление инструментов в русских войсках указывают уже летописи XIV века: «и начаша мнози гласы ратных труб трубити, и варганы тепут (звучат), и стязи ревут неволчены».
У некоторых русских князей при тридцати знамёнах или полках имелось 140 труб и бубен. К боевым старым русским инструментам относятся накры (литавры), применявшиеся при царе Алексее Михайловиче в рейтарских конных полках при нападении неприятеля и во время сражения.
В XIV веке уже известны набаты, то есть барабаны. Применялась в старину тоже и сурна, или сурьма.
Военные оркестры в России начал вводить Пётр I. Из германских земель им были выписаны знающие люди для обучения солдат, игравших от 11 до 12 часов дня на адмиралтейской башне. К медным инструментам, употреблявшимся и ранее, присоединены были деревянные духовые и ударные.
В царствование Анны Иоанновны и позднее на оперных придворных спектаклях оркестр усиливался лучшими музыкантами из гвардейских полков.
На Западе устройство более или менее организованных военных оркестров относится к XVII веку. При Людовике XIV оркестр состоял из дудок, гобоев, фаготов, труб, литавр, барабанов. Все эти инструменты делились на три группы, редко соединявшиеся вместе:
- дудки и барабаны,
- трубы и литавры,
- гобои и фаготы[6].

В XVIII веке вводится в военный оркестр кларнет, и военная музыка получает мелодическое значение. До начала XIX века военные оркестры как во Франции, так и в Германии заключали в себе, кроме вышеупомянутых инструментов, валторны, серпенты, тромбоны и турецкую музыку, то есть большой барабан, тарелки, треугольник, турецкий полумесяц.
Изобретение пистонов для медных инструментов (1816 год) имело большое влияние на развитие военного оркестра: явились трубы, корнеты, бюгельгорны, офиклеиды с пистонами, тубы, саксофоны. Следует упомянуть ещё об оркестре, состоящем только из медных инструментов (фанфары). Таким оркестром пользуются в кавалерийских полках. Новая организация военных оркестров с Запада перешла и в Россию.

## Виды и типы
На начало XX столетия в Вооружённых силах России при каждом полке, экипаже и так далее (а также при многих отдельных батальонах) имелись полковые оркестры под управлением полковых капельмейстеров.
Сейчас существуют военные оркестры однородные, состоящие из медных и ударных инструментов, и смешанные, включающие также группу деревянных духовых инструментов. Руководство военным оркестром осуществляет военный дирижёр.
В оркестр увеличенного состава (так называемый большой смешанный состав) входят, кроме того, гобои, фаготы, кларнет in Es, иногда саксофоны.
Также бывают штатные и внештатные военные оркестры.
Военные оркестры могут иметь полные действительные наименования, например: Военный образцовый оркестр Почётного караула и так далее.

## Состав
На начало XX столетия состав русского пехотного военного оркестра был, в соответствии с приказом военного ведомства № 212, от 1876 года, следующий:
- три корнета in Es;
- 7 корнетов in B;
- три альтгорна in Es;
- четыре теноргорна in В;
- четыре басгорна in Es;
- три трубы in Es;
- два баритона in В;
- два малых баса in B;
- четыре баса in Es;
- три баса-контра;
- а кроме того разрешено иметь кларнеты in В[6].

У кавалерийских полков, вместо деревянных кларнетов in B, введены медные кларнеты in Es. Кроме положенных по штату, полки, сообразуясь со средствами могли иметь флейты in Es, Des и С, гобои, бас-кларнеты, английский рожок и фаготы. Ударные инструменты были те же, что и в иностранных оркестрах, а именно: маленький и большой барабаны, литавры, треугольник.

## Галерея
- Храбрость воюющих сторон. Атака позиции русским полком, музыканты впереди.
- На переднем плане виден оркестр Чехословацкого корпуса, 1918 год
- Военный оркестр 79-го гвардейского мотострелкового полка в день Победы. Калининград 1978 г.
- Военный оркестр на параде в Переславле-Залесском. 2001 г.
- Оркестр Таджикистан
- Оркестр Армения
- Оркестр Пакистан
- Оркестр Азербайджана
- Оркестр ВМС Франции из города Бреста
- Багад из Лан-биуэ (Франция)
- Оркестр Береговой охраны США